# Bob Sheppard (agent secret)
Pour les articles homonymes, voir Bob Sheppard et Sheppard.
Bob Sheppard (1922-2002) fut, pendant la Seconde Guerre mondiale, un agent secret britannique du Special Operations Executive, qui fut arrêté à son arrivée en France et passa plusieurs années en prison et en camps de concentration. Après guerre, il fut responsable de plusieurs organisations d'anciens déportés.

## Identités
- État civil : Robert Marceline Sheppard
- Comme agent du SOE, section F :
  - Nom de guerre (field name) : « Patrice »
  - Nom de code opérationnel : PALM (en français PALMIER)
  - Papiers d’identité : Jacques Derouet
  - Pseudo (départ pour l'Espagne, avec Edward Zeff, mars 1943) : Andrew Fry, pilote officer dans la RAF, pilote abattu

Parcours militaire : [à préciser]

## Famille
- Sa femme : Lucette Francheteau (mariage en septembre 1945)
- Leurs enfants : Robert Edwin (1948-2007) ; Dereck Michael (né en 1950) ; Charles Lewis (né en 1951) ; Luc Eliot (né en 1957) ; Elizabeth Anne (née en 1961).

## Éléments biographiques

### Premières années
Bob Sheppard naît le 1er mars 1922 à Épinay-sur-Seine.
En 1940, il est lycéen à Nantes. Ses parents sont arrêtés, comme Anglais résidant en France, par les Allemands, pour la durée de l’occupation, au camp d’internement civil de Vittel. Il échappe à l’arrestation. Seul, il décide de rejoindre sa famille en Angleterre. C’est le début d’un très long périple. Nantes, Paris, ligne de démarcation, Vichy, Marseille, Perpignan, les Pyrénées à pied, Espagne, l’arrestation par la Guardia civil, les prisons et les camps espagnols, Lerida, Sarragosse, le camp de Miranda de l’Ebro.
Après négociation avec les autorités espagnoles, c’est Madrid, Gibraltar, l’Atlantique, Liverpool, Londres. Il est recruté par le SOE. Il suit un entraînement complet : commando, services secrets, parachutisme, sabotages, explosifs, etc. Avant son départ en mission, il est nommé au grade de lieutenant.

### Mission en France
Il est envoyé en mission comme instructeur en armement pour le réseau SPRUCE de Georges Duboudin « Alain », 
Dans la nuit du 1er au 2 juin 1942, il est parachuté de nuit, avec Robert Boiteux « Nicolas » qui vient comme adjoint de Duboudin. Mais le largage a lieu trop haut et trop loin du point prévu, où les attendent Georges Duboudin « Alain », Marcel Claeys et leur petite équipe de réception. Le vent du nord qui souffle cette nuit-là pousse les parachutes jusqu'à l'agglomération d'Anse : deux des containers de matériel s'accrochent dans les arbres au bord de l'Azergues ; Robert Boiteux arrive au sol et peut, sans être remarqué, se cacher dans un fossé (il gagne Lyon tranquillement, en autocar, dans l'après-midi). Bob Sheppard, lui, tombe sur le toit d'une petite maison voisine de la gendarmerie du village, et son parachute pend, en bannière, à la structure métallique qui maintient les fils électriques. Deux gendarmes sortent, qui l'auraient bien laissé partir, mais la propriétaire de la petite maison, affolée, appelle la gendarmerie, et l'adjudant qui commande la brigade ne peut pas ne pas intervenir. Sheppard est arrêté et l'alarme donnée. De son côté, Robert Boiteux réussit à s'en tirer et à poursuivre sa mission.

### Prison, évasion
Bob Sheppard est emprisonné, à la prison Montluc puis à la prison Saint-Paul. Après plusieurs mois d'internement, atteint de diphtérie, il est transféré à l'hôpital de la Croix-Rousse, d'où il parvient à organiser son évasion, avec l'aide de Robert Boiteux « Nicolas » et Alan Jickell « Gustave », dans le réseau desquels Londres l'a affecté.

### Deuxième mission
Il reprend son activité à Saint-Étienne : il enseigne à faire sauter un train, saboter une usine, couper un pylône, poser des explosifs à retardement. Puis Londres donne l'ordre de son retour en Angleterre. En février 1943, avec Edward Zeff « Georges 53 », le radio de SPRUCE, que Londres a décidé de relever (remplacé par Pierre Le Chêne « Grégoire »), il doit partir à nouveau par l’Espagne. Il prend l'identité d'un pilote abattu, Andrew Fry. Train de Lyon à Perpignan ; puis, avec un guide, autocar jusqu'à Amélie-les-Bains. Le lendemain, pendant la marche vers les Pyrénées, ils sont arrêtés par les Allemands. Ils ont été trahis par le passeur.

### Prison, déportation
Commence alors le pire. Prison de Fresnes, Gestapo, déportation N.N. (Nuit et brouillard... ceux qui ne devaient pas revenir), le triangle rouge, la marque peinte dans le dos (NN), le « rayé » de bagnard, les marches, les pierres, les coups, la faim, etc.
Ce sont les camps de Neue Bremm, Mauthausen, Natzweiler-Struthof, Dachau. Il fut le compagnon de déportation du Général Charles Delestraint, chef de l'Armée secrète (France) et témoin de son exécution le 19 avril 1945 comme il en témoigne dans une lettre envoyée au journal Le Monde et publiée le 30 janvier 1993  
Libéré par les troupes américaines le 29 avril 1945, il rejoint Londres.

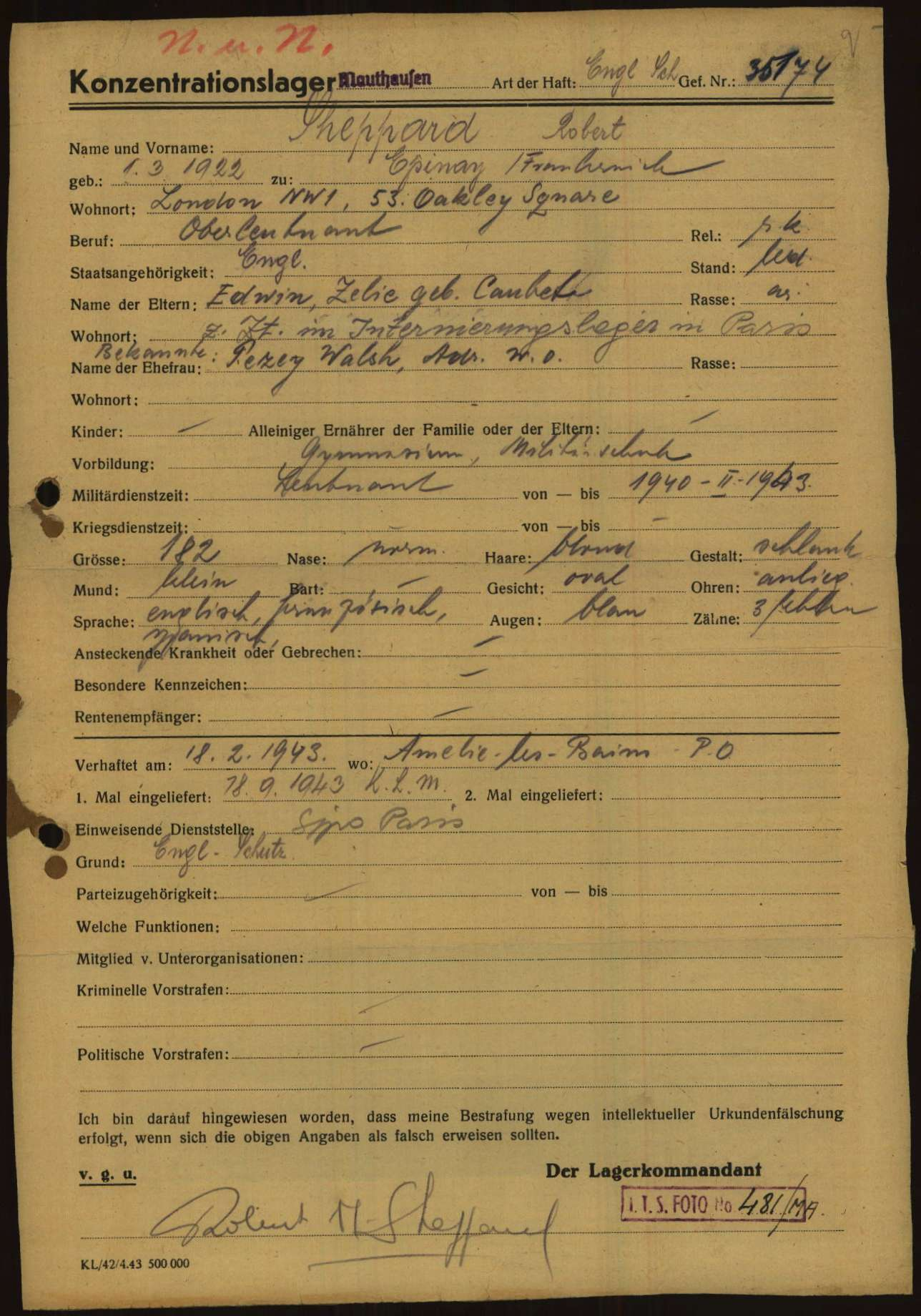
Formulaire d'enregistrement en tant que prisonnier à Mauthausen
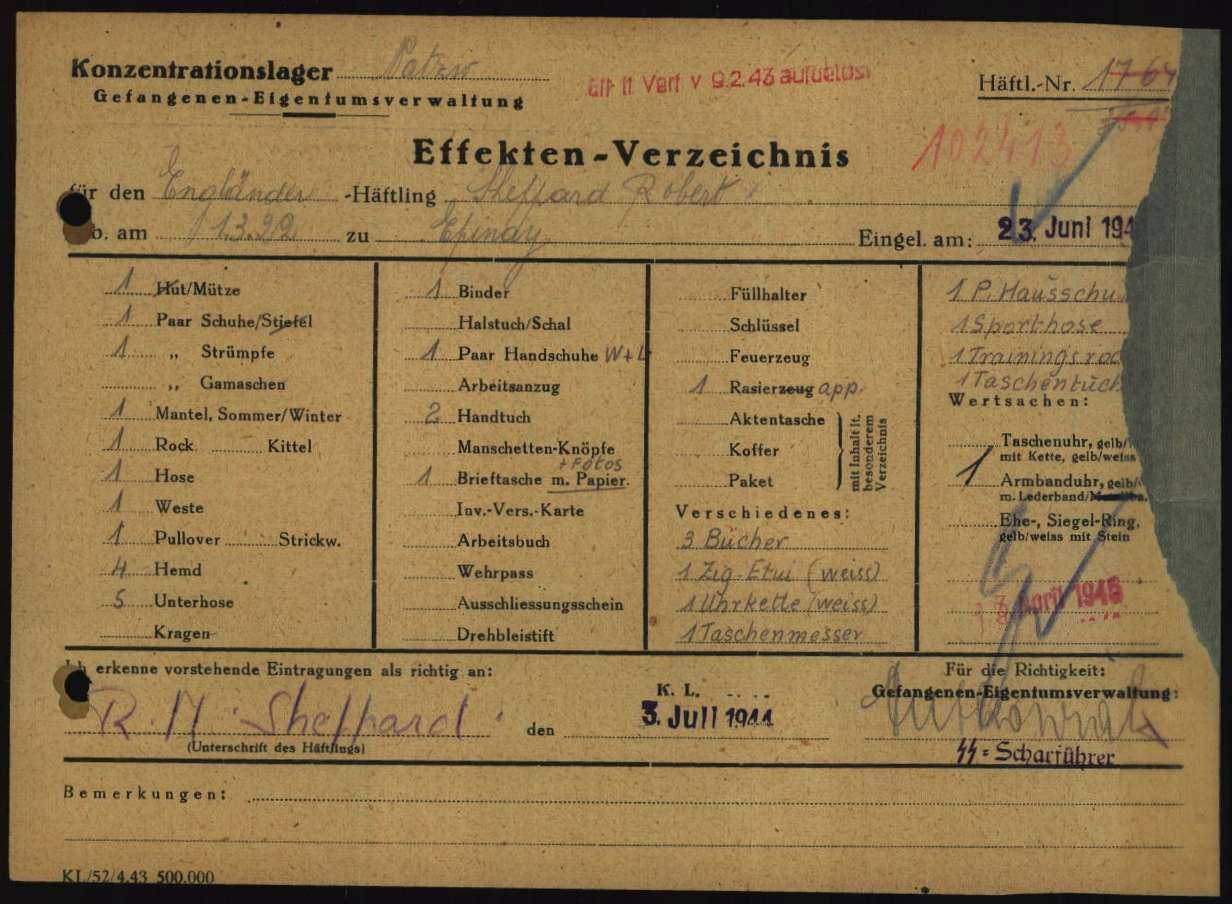
Liste des effets personnels à Natzweiler
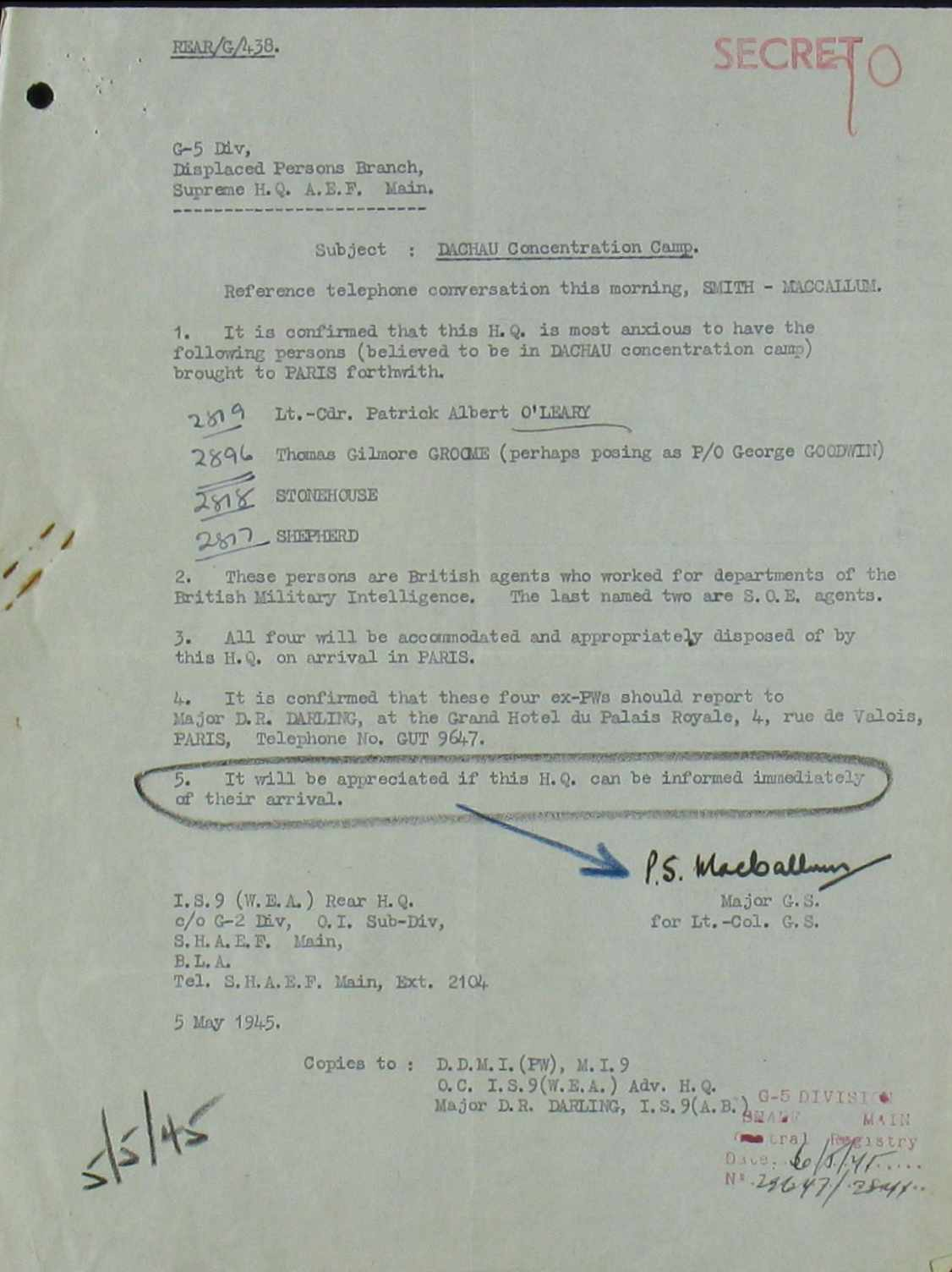
Demande (estampillé « SECRET ») de son rapatriement après la libération de Dachau; son nom est mal orthographié « Shepherd »
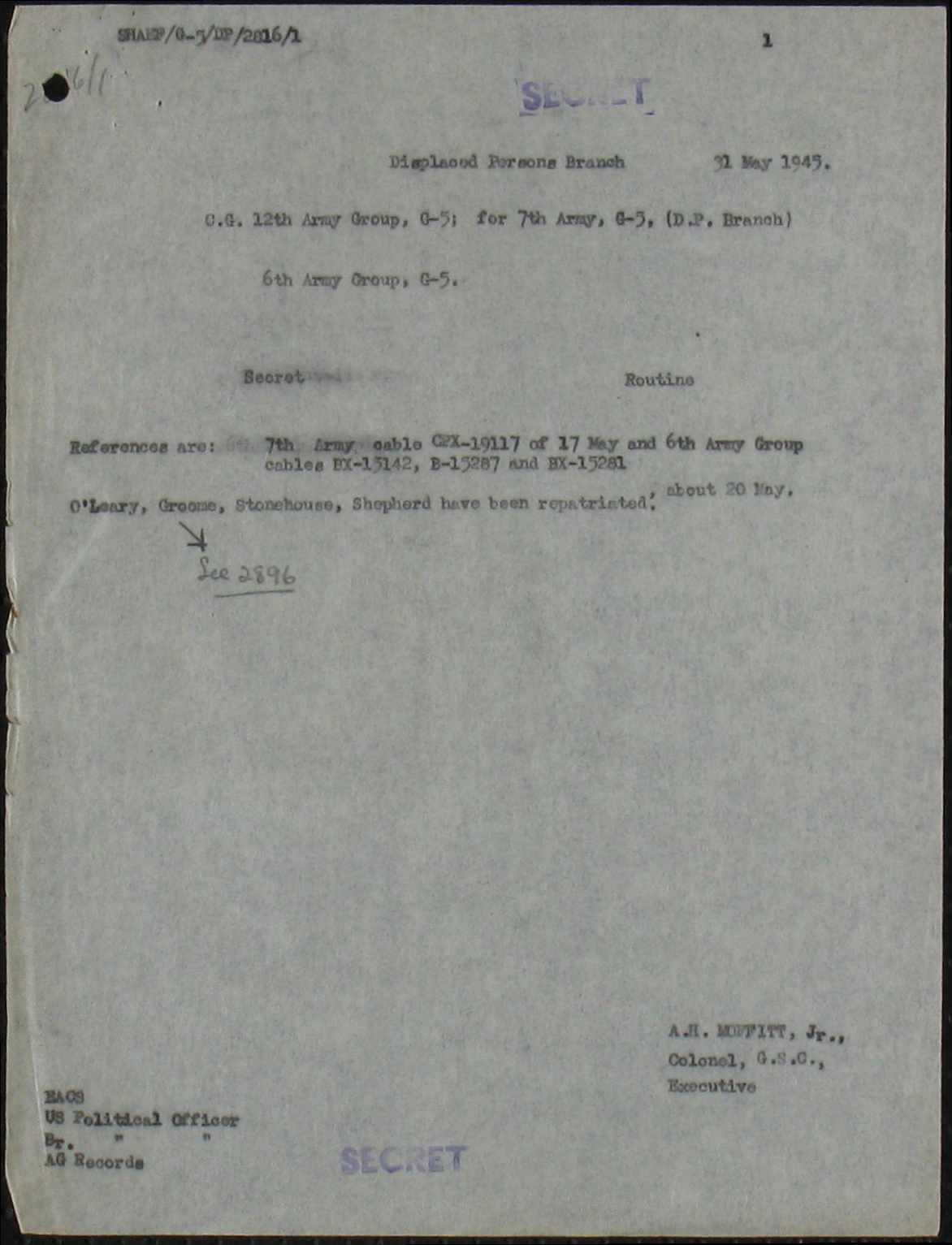
Rapport (estampillé « SECRET ») sur son rapatriement

### Après la guerre
Il suit les cours d’état-major ; il est promu capitaine. Envoyé en zone anglaise d’occupation, au service de la dénazification. Il prépare en même temps ses examens aux Affaires étrangères. Il est promu major (soit commandant) à 24 ans.
Il s’occupe ensuite particulièrement de ses camarades de déportation et de résistance : président du comité international de Mauthausen, coordinateur des comités internationaux des camps couvrant l’ensemble des camps d’extermination et de concentration, président de l’amicale nationale de Natzweiler-Struthof, membre fondateur du comité international de Dachau, vice-président de l’amicale française de Mauthausen, président d’honneur du comité international de Mauthausen.
Bob Sheppard meurt le 18 septembre 2002.

## Reconnaissance
Bob Sheppard a reçu les distinctions suivantes :
- Royaume-Uni : Mentioned in Despatches
- France : Croix de guerre 1939-1945, Légion d'honneur, Croix des deportés resistants
- Belgique : ordre de la couronne

## Œuvre
Bob Sheppard a écrit ses mémoires de guerre :
- Missions secrètes et Déportation 1939-1945 - Les Roses de Picardie, Éditions Heimdal, 1998,  (ISBN 2 84048 111 1)